# Expédition de At-Tufail ibn 'Amr Ad-Dausi
L’Expédition de At-Tufail ibn 'Amr Ad-Dausi, à Dhul-Kaffain pour détruire l’idole Yaguth se déroula en janvier 630 AD, 8AH, 9e mois du Calendrier islamique.
Tufail ibn 'Amr Ad-Dausi reçu l’ordre de détruire l’idole vénérée par sa tribu, et d’obtenir des catapultes et des tetsudos de sa tribu, afin de l’utiliser dans le Siège de Ta'if,,.